# Єгоричев Микола Іванович
Микола Іванович Єгоричев (1902 — 27 листопада 1940, Москва, Росія) — радянський військовий діяч, генерал-майор (4.06.1940). Член Ревізійної Комісії КП(б)У в 1938—1940 роках.

## Біографія
Народився в робітничій родині.
Член РКП(б) з 1918 року. З 1918 року служив У Червоній Армії.
У 1935—1937 роках — начальник штабу стрілецької дивізії РСЧА.
З 1937 до 1938 року — начальник 9-го відділу штабу Київського військового округу. З серпня 1938 року був заступником начальника штабу Київського військового округу. З 14 серпня 1939 року — помічник командувача військ Київського особливого військового округу по вищих навчальних закладах, з вересня 1939 року — помічник командувача військ Українського фронту по вищих навчальних закладах.
У 1940 році — начальник 6-го (паспортного) відділу Розвідувального управління РСЧА.
Помер 27 листопада 1940 року в Москві.

## Звання
- полковник (29.11.1935)
- комбриг (17.02.1938)
- комдив (4.11.1939)
- генерал-майор (4.06.1940)

## Нагороди
- орден Леніна (22.02.1938)
- медаль «XX років Робітничо-Селянській Червоній Армії» (22.02.1938)